# Lijst van burgemeesters van Herwen en Aerdt
Dit is een lijst van burgemeesters van de voormalige Nederlandse gemeente Herwen en Aerdt. Deze gemeente werd gevormd in 1818 en ging op 1 januari 1985 op in de gemeente Rijnwaarden.
| Ambtsperiode | Naam burgemeester                                        | Partij of stroming | Bijzonderheden                                           |
| ------------ | -------------------------------------------------------- | ------------------ | -------------------------------------------------------- |
| 1817 - 1837  | Hendrik van Staa                                         |                    | eerst schout                                             |
| 1838 - 1843  | Hermanus Verwoert                                        |                    |                                                          |
| 1844 - 1851  | Alexander Antoon baron van Hugenpoth tot den Beerenklauw |                    |                                                          |
| 1852 - 1854  | Antoon Robbers                                           |                    | tevens van 1837 tot 1854 burgemeester van Pannerden      |
| 1854 - 1870  | Willem Frederik d'Harvant                                |                    |                                                          |
| 1870 - 1900  | Herman Hendrik Christjani                                |                    |                                                          |
| 1900 - 1924  | Govert Schattenkerk                                      |                    |                                                          |
| 1924 - 1942  | Wilhelmus J.A.M. Bruns                                   |                    |                                                          |
| 1942 - 1944  | J.C. Hesselink                                           | NSB                | In sept. 1944 burg. van Twello/Voorst                    |
| 19?? - 1945  | C.R.G. Vleeming                                          | NSB                |                                                          |
| 1945 - 1946  | Herman (H.C.M.) Peters                                   |                    | waarnemend                                               |
| 1946 - 1971  | Johannes (J.N.M.) Daalderop                              |                    | tevens waarnemend burgemeester van Pannerden (1947-1963) |
| 1972 - 1974  | Jan (J.A.M.) Hendrikx                                    | KVP                | later burgemeester van Wijchen                           |
| 1974 - 1984  | Hans (H.G.A.M.) Habes                                    | KVP/CDA            |                                                          |